# Социално подкопаване
Социално подкопаване е обратното на социална подкрепа. Например в контекста на работното място това се отнася до преднамерените нарушения или обиди, които се стремят към разрушаване на нечия имаща благосклонно съдържание репутация, спъване на възможността всъщност работещи да извършат тяхната работа или тяхната възможност да изградят и поддържат положителни отношения .